# Instituto Nacional de Hidráulica
El Instituto Nacional de Hidráulica (INH) es un organismo público chileno, encargado de la hidráulica en ese país.

## Historia

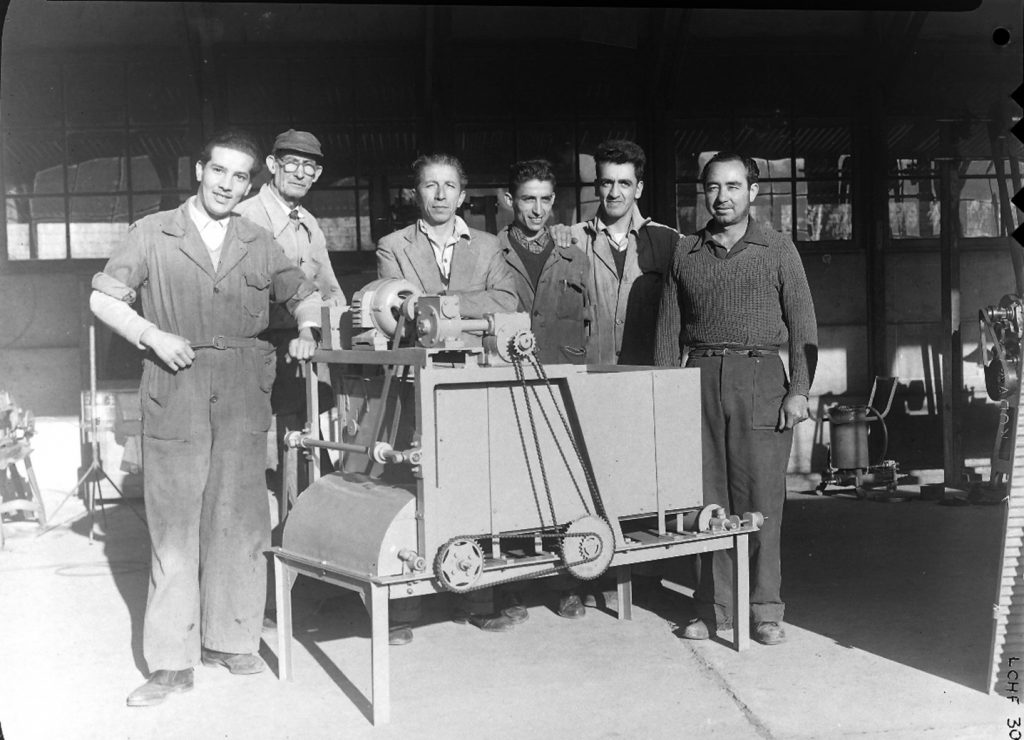
Taller de Maestranza (año 1952) con máquina de sedimentos.

Instituto Nacional de Hidráulica fue creado en 1953 como un laboratorio dependiente de la "Dirección de Obras Portuarias" del Ministerio de Obras Públicas (MOP), con el propósito de realizar estudios e investigaciones de estructuras marítimas en modelo a escala reducida.
En 1964 amplió sus actividades con estudios de diversas obras hidráulicas de regadío, sanitarias y otras, para entidades estatales y privadas. (Ley 15.840).
En noviembre de 1967 se crea el Instituto Nacional de Hidráulica de Chile (INH), como una corporación autónoma de derecho público del Estado chileno (decreto supremo MOP N.º 930/1967), con el fin de desarrollar actividades de investigación y estudios en materias hídricas y de mecánica de fluidos.
En 1980 incorporó las instalaciones y equipos del canal de calibración de molinetes e instaló un banco de prueba de bombas centrífugas.
En los años siguientes, en el INH ha habido una constante actualización técnica, tanto de los instrumentos de medición, como del equipamiento computacional y software especializado.

## Misión y visión
La misión del INH es desarrollar estudios e investigación aplicada de proyectos de infraestructura hidráulica, con un enfoque integral y criterios sustentables, contribuyendo con ello a dar respuestas a los desafíos del país. Además, de ser para el 2025 un instituto de excelencia en hidráulica aplicada a nivel latinoamericano.

## Servicios

### Estudios
Los principales estudios que se pueden abordar en cada una de las áreas técnicas son:
- Hidráulica marítima, costera y puertos: se refiere a estudios en zonas marítimas y del borde costero, estuarios o zonas lacustres, así como en cualquier proyecto de pequeña o gran envergadura en este entorno, tales como puertos, facilidades portuarias, caletas pesqueras, rampas o playas artificiales. Dichos estudios se relacionan con:

1. Diseño de playas artificiales
2. Estudios de oleaje
3. Energías marinas
4. Estudios en puertos
5. Estudios de tsunamis
6. Estudios de marejadas

- Hidráulica de ríos: se refiere a estudios en ríos, cauces naturales, quebradas, tales como:

1. Estudios de cauces naturales
2. Estudios de inundaciones
3. Gestión de sedimentos
4. Socavación pilas
5. Estudios de aluviones
6. Estudios de modelación de lahares en zonas de volcanes

- Infraestructura hidráulica: se relaciona con el estudio de infraestructura que requiere del dimensionamiento de sus unidades por efectos o solicitaciones hidráulicas, y que están directamente emplazados en sistemas hídricos o interactúan con ellos tales como canales, ductos, puentes, cruces, así como toda obra hidráulica de pequeña o gran envergadura que requiera un diseño para su dimensionamiento, y se refieren a estudios como:

1. Estudio de embalses – verificación diseño
2. Estudio de canalizaciones – verificación diseño
3. Estudio de rompimiento de presas
4. Estudio de obras de arte (bocatoma, desarenadores, etc.)

- Hidrología: se refieren a los estudios de los procesos hidrológicos que ocurren en las cuencas que definen la respuesta de la escorrentía y el almacenamiento, lo que puede ser orientado a una estimación de disponibilidad del recurso hídrico o a definir caudales característicos medios y extremos, y su asociación con la generación de sedimentos en cualquier cuenca o localización, ya sea en alta montaña, en planicies, en altiplano o con mucha componente nival.

1. Hidrología pluvial
2. Cambio climático
3. Hidrología nival

- Eco-hidráulica: se relacionan con estudios hidrodinámicos con componente ambiental, y que requieren conocer el comportamiento del contaminante o sustancia presente en un sistema hídrico. Estos se refieren a los siguientes estudios:

1. Calidad del agua en zonas marinas y fluviales
2. Calidad del agua en ambientes lacustres o embalses
3. Descargas de plumas térmicas/salmueras

## Organización
El INH, es dirigido por un director ejecutivo y asesorado por el jefe de la «División Técnica», del cual subordinan diez unidades;
- Unidad de Investigación, Desarrollo e Innovación
- Unidad de Ingeniería y Desarrollo
- Unidad de Operaciones
- Unidad de Modelación Física
- Unidad de Calibraciones e Instrumentación
- Unidad de Gestión y Desarrollo de Personas
- Unidad de Contabilidad y Finanzas
- Unidad de Servicios Generales
- Unidad de Auditoría Interna
- Unidad de Informática